# Gary L. Francione
Gary Lawrence Francione (ur. 29 maja 1954) – amerykański prawnik, znany głównie jako obrońca praw zwierząt. Weganin.
Uzyskał stopień BA w dziedzinie filozofii na University of Rochester, kontynuował studia filozoficzne na University of Virginia, tam też uzyskał tytuł doktora prawa (jurist doctor). Obecnie pracuje jako wykładowca uniwersytetu Rutgers School of Law–Newark – najstarszej szkoły prawniczej w USA.

## Poglądy

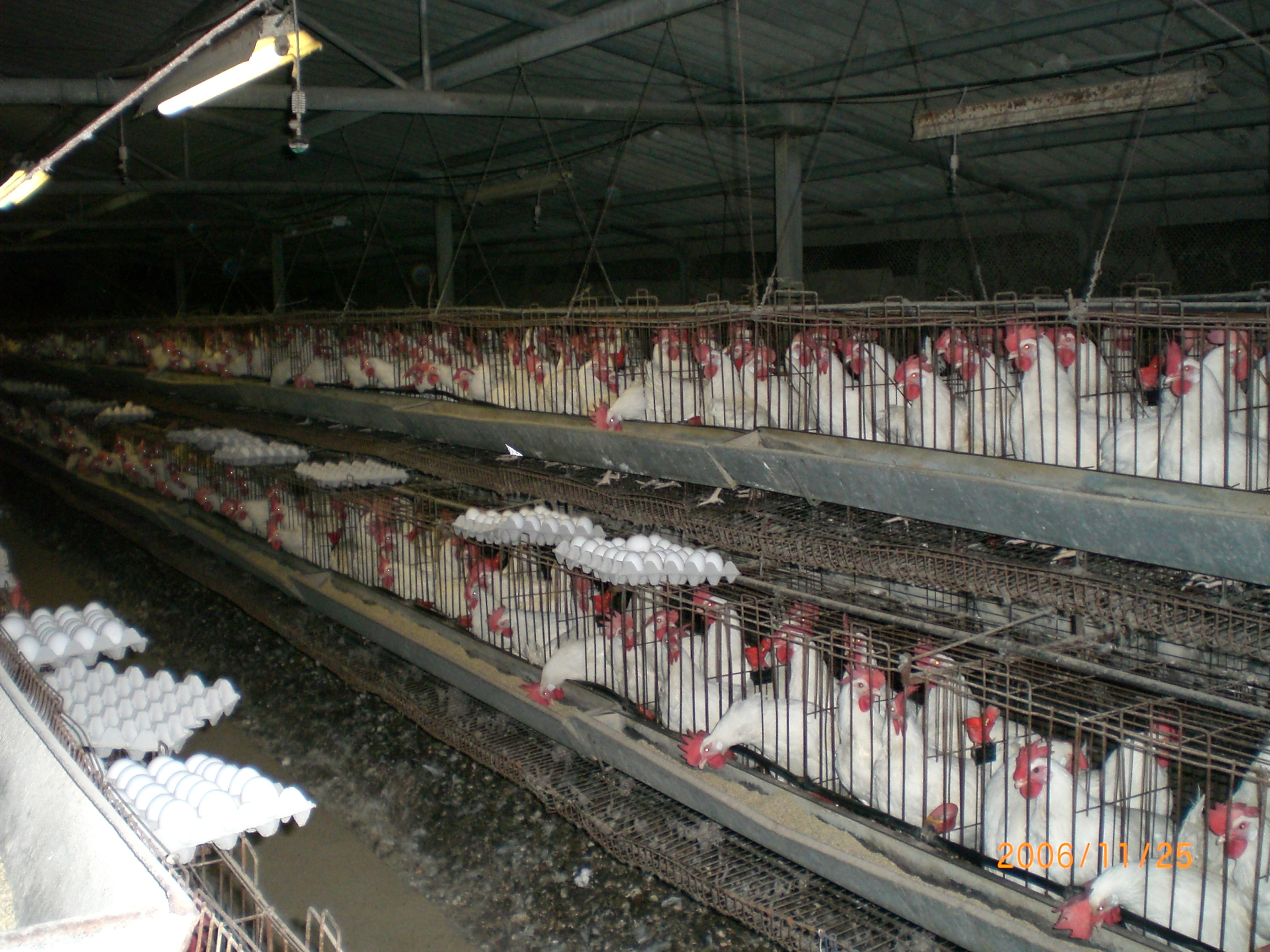
Chów klatkowy

Praca Amerykanina koncentruje się na trzech problemach:
- Statusie rzeczy, który nadawany jest zwierzętom,
- Różnicach pomiędzy prawami zwierząt a dobrobytem zwierząt,
- Teorii praw zwierząt opartej jedynie na świadomości, a nie na innych podstawach.

Francione jest pionierem abolicjonizmu prozwierzęcego, to jest idei odrzucającej wszelki wyzysk zwierząt. Francione wskazuje, że według prawodawstwa znakomitej większości krajów zwierzęta posiadają status przedmiotu. Celem ruchu wyzwolenia zwierząt powinny być według niego nie mozolne reformy – takie jak np. powiększanie klatek nioskom – tylko zmiana owego statusu i uznanie prawa zwierzęcia do niebycia niczyją własnością. Działania wyłącznie na rzecz dobrobytu zwierząt (czyli działanie w sferze animal welfare) uważa za kontrproduktywne, bo utrwalające myślenie o zwierzętach w kategoriach rzeczy. Jeśli chcemy zmienić ten paradygmat, jedynym wyjściem jest weganizm. Choć jest to rewolucja w myśleniu i codziennym postępowaniu, to – według Francione – jest ona nie tylko zdrowsza i właściwa ze względów ekologicznych, ale przede wszystkim moralnie słuszna.
Wegetarianizm jego zdaniem nie wystarczy, bo produkty zwierzęce też są okupione cierpieniem i śmiercią zwierząt i są wynikiem ich wykorzystywania.
„Jeśli promujesz wegetarianizm jako „współczujący” wybór, dajesz zielone światło dla konsumpcji nabiału i innych produktów odzwierzęcych. To tłumaczy, dlaczego – jak wiemy – wielu wegetarian nigdy nie przechodzi na weganizm. Dlaczego by zresztą mieli, skoro samozwańczy eksperci powiedzieli im, że spełnili moralny obowiązek wobec zwierząt będąc wegetarianami? Jeśli uważasz zwierzęta za członków moralnej wspólnoty, przestajesz je konsumować. Kropka. Nie chodzi tu o „szczęśliwe” wykorzystywanie; to kwestia niewykorzystywania zwierząt w ogóle” – pisze Francione. Filozof uważa, że ruch na rzecz praw zwierząt jest logicznym przedłużeniem ruchu pacyfistycznego i w związku z tym nie może z żadnego powodu posługiwać się przemocą, którą uważa za wsteczną i kontrproduktywną.

## Dorobek
Gary Francione jest autorem wielu książek na temat praw zwierząt, w tym m.in.
- „Animals, Property, and the Law” (1995)
- „Rain Without Thunder: The Ideology of the Animal Rights Movement” (1996)
- „Animal Rights: Your Child or the Dog?” (2000)
- Animals As Persons: Essays on the Abolition of Animal Exploitation. Columbia University Press, 2008.